# حاطيوس الاسفل

تعديل مصدري - تعديل

حاطيوس الاسفل هي إحدى قرى عزلة جيشان بمديرية جيشان التابعة لمحافظة أبين، بلغ تعداد سكانها 59 نسمة حسب تعداد اليمن لعام 2004.